# Operação Salomão

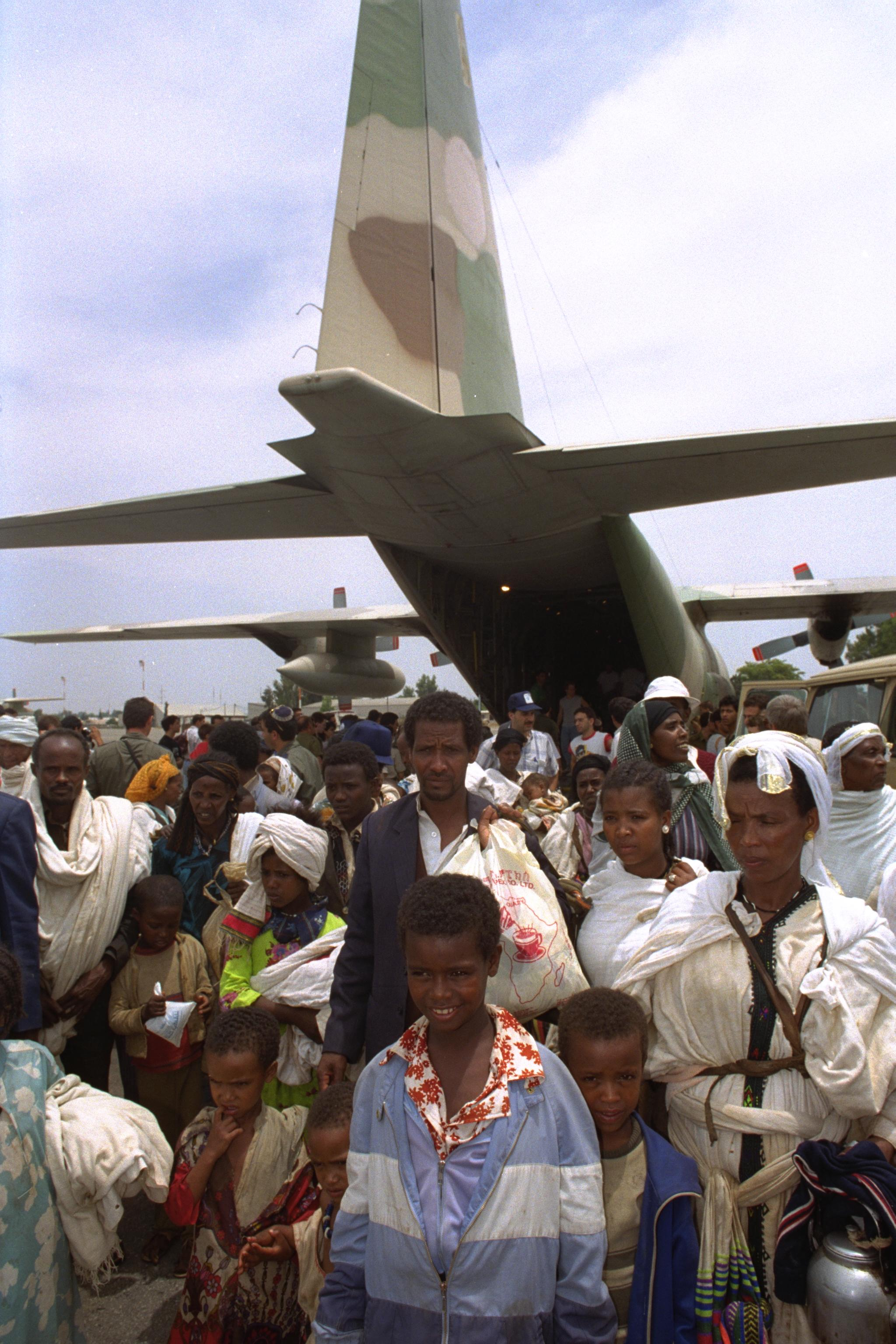
Etíope saindo do Hercules da IAF, 25 de maio de 1991

A Operação Salomão (em hebraico:  מבצע שלמה, Mivtza Shlomo) foi uma operação militar secreta israelense de 24 a 25 de maio de 1991, para transportar judeus etíopes para Israel. Voos diretos de 35 aeronaves israelenses, incluindo os C-130 da Força Aérea de Israel e os Boeing 747 da El Al, transportaram 14 325 judeus etíopes para Israel em 36 horas. Uma das aeronaves, um El Al 747, transportava pelo menos 1 088 pessoas, incluindo dois bebês que nasceram no voo, e detém o recorde mundial de maior número de passageiros em uma aeronave. Oito crianças nasceram durante o processo de transporte aéreo.
Foi a terceira missão da Aliyah da Etiópia para Israel. Antes da missão, havia duas operações semelhantes chamadas Operação Moisés e Operação Josué, que eram as formas alternativas pelas quais os judeus etíopes poderiam sair antes de serem forçados a encerrar esse tipo de programa. Entre o fim dessas operações e o início da Operação Salomão, um número muito pequeno de judeus etíopes conseguiu partir e ir para Israel.

## Consequências: conflitos socioeconômicos
Desde que foram transportados para Israel, a grande maioria dessas transferências da Beta Israel tem lutado para encontrar trabalho na região. Estimativas em 2006 sugeriram que até 80 por cento dos imigrantes adultos da Etiópia estão desempregados e forçados a viver de pagamentos do bem-estar nacional. Os números do desemprego melhoraram significativamente em 2016, com apenas 20% dos homens e 26% das mulheres desempregadas. Essa luta pode ser explicada por uma série de fatores potenciais. Em primeiro lugar, a transição das terras rurais, em grande parte analfabetas da Etiópia, para uma força de trabalho altamente urbana em Israel provou ser difícil, especialmente quando se considera o fato de que a maioria dos judeus etíopes não fala hebraico e está em concorrência com outros trabalhadores imigrantes altamente qualificados. No entanto, o fato de que as gerações mais jovens de israelenses etíopes, que cresceram e foram educados em Israel e possuem pós-graduação e mais formas de treinamento formal, ainda têm uma quantidade desproporcional de problemas para encontrar trabalho sugere que outros fatores podem estar em jogo, incluindo potencial preconceito racial ou mesmo religioso, uma vez que tem havido debate sobre se os judeus etíopes devem ou não ser considerados judeus em primeiro lugar.